# (8401) Assirelli
(8401) Assirelli (1994 DA) – planetoida z grupy pasa głównego asteroid okrążająca Słońce w ciągu 4,35 lat w średniej odległości 2,66 au. Odkryta 16 lutego 1994 roku.